# Municipio de Harrison (condado de Wayne)
El municipio de Harrison (en inglés: Harrison Township) es un municipio ubicado en el condado de Wayne en el estado estadounidense de Indiana. En el año 2010 tenía una población de 392 habitantes y una densidad poblacional de 9,17 personas por km².

## Geografía
El municipio de Harrison se encuentra ubicado en las coordenadas 39°51′12″N 85°6′14″O / 39.85333, -85.10389. Según la Oficina del Censo de los Estados Unidos, el municipio tiene una superficie total de 42.76 km², de la cual 42,36 km² corresponden a tierra firme y (0,94 %) 0,4 km² es agua.

## Demografía
Según el censo de 2010, había 392 personas residiendo en el municipio de Harrison. La densidad de población era de 9,17 hab./km². De los 392 habitantes, el municipio de Harrison estaba compuesto por el 96,94 % blancos, el 1,79 % eran amerindios y el 1,28 % eran de una mezcla de razas. Del total de la población el 0,77 % eran hispanos o latinos de cualquier raza.